# Templo de Córdoba, Argentina
El Templo de Córdoba es uno de los templos construidos y operados por la Iglesia de Jesucristo de los Santos de los Últimos Días en las inmediaciones de la ciudad de Ciudad de Córdoba (Argentina) el número 145 construido por la iglesia y el segundo en Argentina. 

## Construcción
Los planes para la construcción del templo en Córdoba fueron anunciados durante la conferencia general de la iglesia el 4 de octubre de 2008. Ese mismo día se anunciaron la construcción del Templo de Roma, en Italia; el templo de Calgary, Canadá; el templo de Kansas City; y el templo de Filadelfia, estos dos últimos en USA. Es el segundo templo construido en Argentina después del Templo de Buenos Aires.
Subsiguiente al anuncio, un oficial de la iglesia local indicó que el templo sería construido en el barrio Villa Belgrano, a un costado de las oficinas de la Misión Córdoba Argentina ubicada en la ciudad de Córdoba.
El 30 de octubre de 2010 se realizó la ceremonia de la primera palada y la dedicación eclesiástica del terreno sobre el cual se construiría el templo, la cual fue realizada por Neil L. Andersen quien presidía sobre el área Sudamérica Sur. Solo líderes locales y unos 500 invitados adicionales asistieron a la ceremonia de la primera palada.

## Dedicación
El templo de la ciudad de Córdoba fue dedicado para sus actividades eclesiásticas en tres sesiones el 17 de mayo de 2015, por Dieter F. Uchtdorf, miembro de la Primera Presidencia de la Iglesia de Jesucristo en ese momento. Anterior a ello, del 17 de abril-2 de mayo de ese mismo año, la iglesia permitió un recorrido público de las instalaciones y del interior del templo.